# Satan (film, 1991)
Satan (russe : Сатана, Satana) est un film soviétique de 1991 réalisé par Victor Aristov. Présenté à la Berlinale 1991 il y remporta l'Ours d'argent.

## Distribution
- Maria Averbach
- Svetlana Bragarnik
- Sergei Kupriyanov